# 湖內 (大字)
湖內，是臺灣高雄市湖內區的一個傳統地域名稱，也是全區行政中心所在地，位於該區南部東側。相較於今日行政區，其範圍大致包括湖內里、湖東里、海山里東南部、大湖里南部向西南凸出部分的南大半部。
本地區境內主要聚落為湖內、參軍，設有東方設計大學。

## 歷史
台灣日治初期，湖內地區為一街庄，稱為「湖內庄」（舊制街庄），隸屬於長治二圖里。該庄昔日北與大湖庄為鄰，東與營後庄、一甲庄為鄰，南邊為半路竹庄、竹滬庄，西邊為崎漏庄、海埔庄。
1901年（日治明治三十四年）11月11日，全台廢縣廳改設二十廳，該庄隸屬於鳳山廳。1904年（明治三十七年）5月3日，該庄編入「大湖區」，隸屬於鳳山廳。1909年（明治四十二年）10月25日，全台合併二十廳為十二廳，大湖區改隸屬於臺南廳。1920年（大正九年）10月1日，全台地方制度大改正，廢十二廳改設五州二廳，該庄改制為「湖內」大字，隸屬於高雄州岡山郡湖內庄（新制街庄）。
戰後湖內庄改制為湖內鄉，隸屬於高雄縣，大字亦改制為村。1950年（民國39年）3月10日，湖內鄉一分為二，本地區仍隸屬於湖內鄉。同年10月1日，高、屏分治，湖內鄉仍隸屬於高雄縣。2010年（民國99年）12月25日，高雄縣、市合併為直轄高雄市，湖內鄉改制為湖內區，村亦改制為里。

## 聚落
本地區發展較早的聚落為湖內、參軍，在日治初期的官方地圖上已有記載。

## 交通
台鐵縱貫線是台灣西部南北向鐵路幹線，經過本地區東部邊界外不遠處，並設有大湖車站。該站屬三等站，停靠部分莒光號、區間快車及全部區間車；由此可前往台鐵沿線各站。
省道台1線又稱「縱貫公路」，是台北至楓港的傳統平面幹道，經過本地區東部邊界地帶。由該道路北行可前往台南市仁德區、東區/南區交界地帶、東區、永康區、新市區等地，南行可前往岡山區、橋頭區、楠梓區、仁武區西部等地。
省道台17線又稱「西部濱海公路」，是甲南至水底寮的幹道，經過本地區最西端。由該道路北行（大方向）可前往茄萣區、臺南市南區、安平區/中西區邊界、中西區、北區、安南區等地；南行可前往永安區東部、彌陀區、梓官區、楠梓區等地。
省道台28線是湖內橋至茂林（實際終點為大津）的幹道，經過本地區中部。由該道路西行可前往湖內橋北邊，並止於省道台17線轉角暨省道台17甲線終點路口；東行可前往路竹區東北部、阿蓮區、田寮區、田寮區/內門區交界地帶、內門區/旗山區交界地帶、旗山區等地。
區道高5線是大湖至竹滬的道路，經過本地區的參軍、湖內等聚落。
區道高5-1線是海埔至湖內里的道路，其南側端點（終點）位於本地區北部近邊界地帶、湖內聚落的區道高5線轉角路口。
區道高10線是北路竹至下坑的道路，其西側端點（起點）位於本地區東南角外緣的省道台1線路口。

## 學校
- 東方設計大學